# Chris Kratt
Christopher Frederick James "Chris" Kratt (Warren Township, Estados Unidos, 19 de julio de 1969) es un zoólogo y conductor estadounidense de espectáculos de carácter educativo. Con su hermano mayor Martin crecieron en Warren Township, New Jersey. y juntos crearon las series de televisión para niños Kratts' Creatures, Zoboomafoo, y Be the Creature (las cuales salieron al aire en el National Geographic Channel y Knowledge Network), también Wild Kratts (televisada por PBS Kids y TVOKids). Posee un título en Biología en la Universidad Carleton.
Desde junio a agosto de 2008, Chris apareció junto a su hermano Martin en la serie de televisión Creature Adventures, en la Dollywood de Pigeon Forge, Tennessee.

## Vida personal
Chris está casado con Pamela Kratt y tienen dos hijos, así como una mascota de San Bernardo llamado Cujo. Chris y su hermano Martin viven ahora en Ottawa, donde abrieron su estudio de animación, donde se produce su serie de televisión Wild Kratts.